# Engelepogon kocoureki
Engelepogon kocoureki är en tvåvingeart som beskrevs av Hradsky och Huttinger 1984. Engelepogon kocoureki ingår i släktet Engelepogon och familjen rovflugor. Inga underarter finns listade i Catalogue of Life.